# Loi de Director
 (juillet 2022).
Pour les articles homonymes, voir Director.
La loi de Director est une loi économique selon laquelle la plupart des politiques publiques, bien que surtout destinées aux classes moyennes, sont principalement financées par les impôts payées par les classes supérieures et les catégories socioprofessionnelles inférieures. La loi est issue d'une observation empirique réalisée par Aaron Director.

## Concept
Le rôle des classes moyennes dans les régimes républicains et démocrates a été discuté par la science politique et par l'économie. Certains politistes ont remarqué que les citoyens disposant d'un revenu médian jouissent d'une position de dictateur positionnel. Parce qu'ils sont au milieu, ils disposent de la capacité de faire et défaire les majorités politiques. C'est notamment la position de Meltzer et Richard (1983). Cette thèse est appelée théorie de l'électeur médian.
La loi de Director stipule que les dépenses publiques bénéficient principalement aux classes moyennes, mais sont financées par les revenus les plus élevés et par les revenus bas,. La classe moyenne serait ainsi le groupe qui tire le plus d'avantages du système démocratique, car les dépenses publiques convergeraient vers elle.
George Stigler donne son nom à cette loi en 1970. Il publie un article dans le Journal of Law and Economics en avril de cette année-là, intitulé « Director's Law of Public Income and Distribution ». La loi a fait l'objet de controverses scientifiques.